# خشم علیه حجاب
خشم علیه حجاب: زندگی و مرگ شجاعانه یک مخالف اسلام کتابی است که توسط پروین دارابی منتقد اسلام نوشته و در فوریه ۱۹۹۹ منتشر شد. کتاب دربارهٔ خواهر نویسنده کتاب هما دارابی متخصص پزشکی کودکان و روان‌پزشک ایرانی است که در اعتراض به حجاب اجباری در تاریخ ۲ اسفند ۱۳۷۲ در میدان تجریش تهران اقدام به خودسوزی کرد.
زندگی هما از کودکی تا مرگ و اتفاقاتی که منجر به مرگش شد با اشاره به حقوق زنان در ایران پیش و پس از انقلاب ایران در این کتاب نوشته شده‌است.